# Lhotka (Praha)
Lhotka (německy Lhotka) je městská čtvrť a katastrální území Prahy spadající do městské části Praha 4 i městského obvodu Praha 4. K Praze byla připojena roku 1922 jako součást politické obce Hodkovičky (další část dnešního katastrálního území Lhotka byla připojena až v roce 1960). V roce 1988 byla část území oddělena a spolu s částmi dalších dvou katastrálních území vytvořila nové katastrální území Kamýk.
Je zde evidováno 72 ulic a 599 adres. Žije zde zhruba 6 tisíc obyvatel.

## Historie
Roku 1245 je zmiňována jako majetek vyšehradské kapituly. Poslední zmínka o zdejší tvrzi je z roku 1368.
Původní vesnice Lhotka se nedochovala. Její jádro se rozkládalo na křižovatce ulic Lhotecká, U Kamýku a Mariánská, převážně v moderním katastrálním území Kamýk. Stával zde Lhotecký dvůr čp.1 (vjezdová brána z 1. poloviny 18. století), který podlehl asanaci roku 1980. Počátkem 20. století Pavla Kropfová koupila od vyšehradské kapituly statek Lhotka. Tento velkostatek Lhotka byl roku 1949 v dezolátním stavu a sloužil k chovu vepřů. Poslední dochovanou památkou je výklenková kaplička sv. Petra a Pavla z roku 1830, obnovená v roce 1987. Nachází se v ulici Ve Lhotce před vilkou č. 587/8. Mimo tuto zástavbu patřila ke Lhotce ještě osada Nové Dvory.

## Pamětihodnosti

### Kostel
Poblíž lhoteckého koupaliště byl v roce 1937 postaven farní kostel Panny Marie Královny míru v konstruktivistickém slohu. Má dvě lodi pro církevní účely a výraznou věž se zvony. Moderní kostel byl postaven jako jeden z kostelů v tehdejším okolí Prahy, postavených v rámci tzv. Díla blahoslavené Anežky Přemyslovny na památku mariánského sloupu, zničeného davem na Staroměstském náměstí 3. listopadu 1918.

### Kaple svatých Petra a Pavla
Klasicistní výklenková kaple svatých Petra a Pavla z první poloviny 19. století.

### Přírodní památky
- Lípa republiky – na sídlišti Novodvorská, významný strom

## Charakteristika čtvrti
Lhotka je nyní především vilová a sídlištní čtvrť. Sestává ze dvou prakticky oddělených částí. Západní se rozkládá kolem koupaliště Lhotka a zahrnuje i přilehlou část sídliště Novodvorská. Většina sídliště Novodvorská včetně nákupního centra Novodvorská Plaza se však nachází na území Braníka.
Východní část Lhotky zahrnuje především vilovou kolonii Tempo obklopenou sídlištěm Krč, sídlištěm Novodvorská a sídlištěm Lhotka (budovaly Pozemní stavby Plzeň v 70. letech 20. století). V této kolonii rodinných domků z 30. let 20. století, nazvané podle stavebního družstva Tempo, které ho v té době začalo stavět, se nachází několik architektonicky cenných domů, např. secesní Villa Voyta, v současnosti přeměněná na luxusní hotel. Tato část Lhotky byla však v 70. letech 20. století necitlivě doplněna několika panelovými domy. Působí zde Tělocvičná jednota Sokol Lhotka (zal. 1938), na jejímž hřišti a v klubovnách se scházejí také skauti z 66. oddílu.
Jižně od této kolonie se na místě původně zemědělské usedlosti nacházejí kancelářské budovy již výše zmíněných „Nových Dvorů“. Vlastní sídliště Lhotka se však nyní nachází mimo území Lhotky – leží na později vzniklém katastru Kamýk.
Do katastru Lhotky zasahuje lesopark Hodkovičky (údolí Zátišského potoka). Uprostřed kolonie Tempo jsou Alšovy sady, malý a klidný relaxační park s několika vzácnými stromy, dětským hřištěm a pomníkem Mikoláše Alše od Josefa Rady z roku 1914.

## Dopravní spojení
Z hlediska městské hromadné dopravy je Lhotka obsluhována především autobusy od stanice metra Kačerov.

## Okolní čtvrti
S Lhotkou sousedí na severu Braník, na severu a východě Krč, na jihu Libuš a na západě Kamýk a Hodkovičky.

## Další fotografie

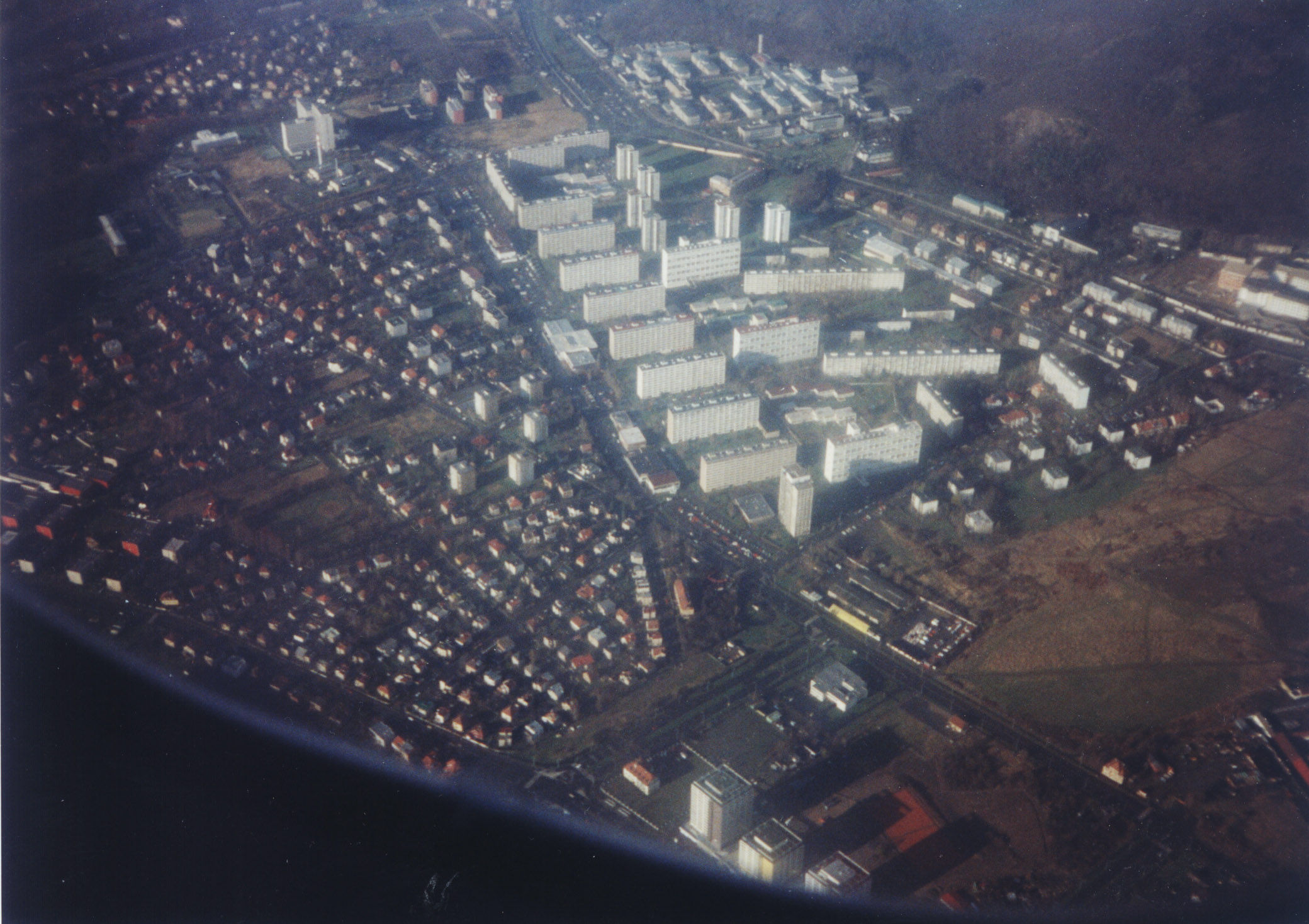
Letecký pohled na sídliště Krč a Lhotku (Tempo)
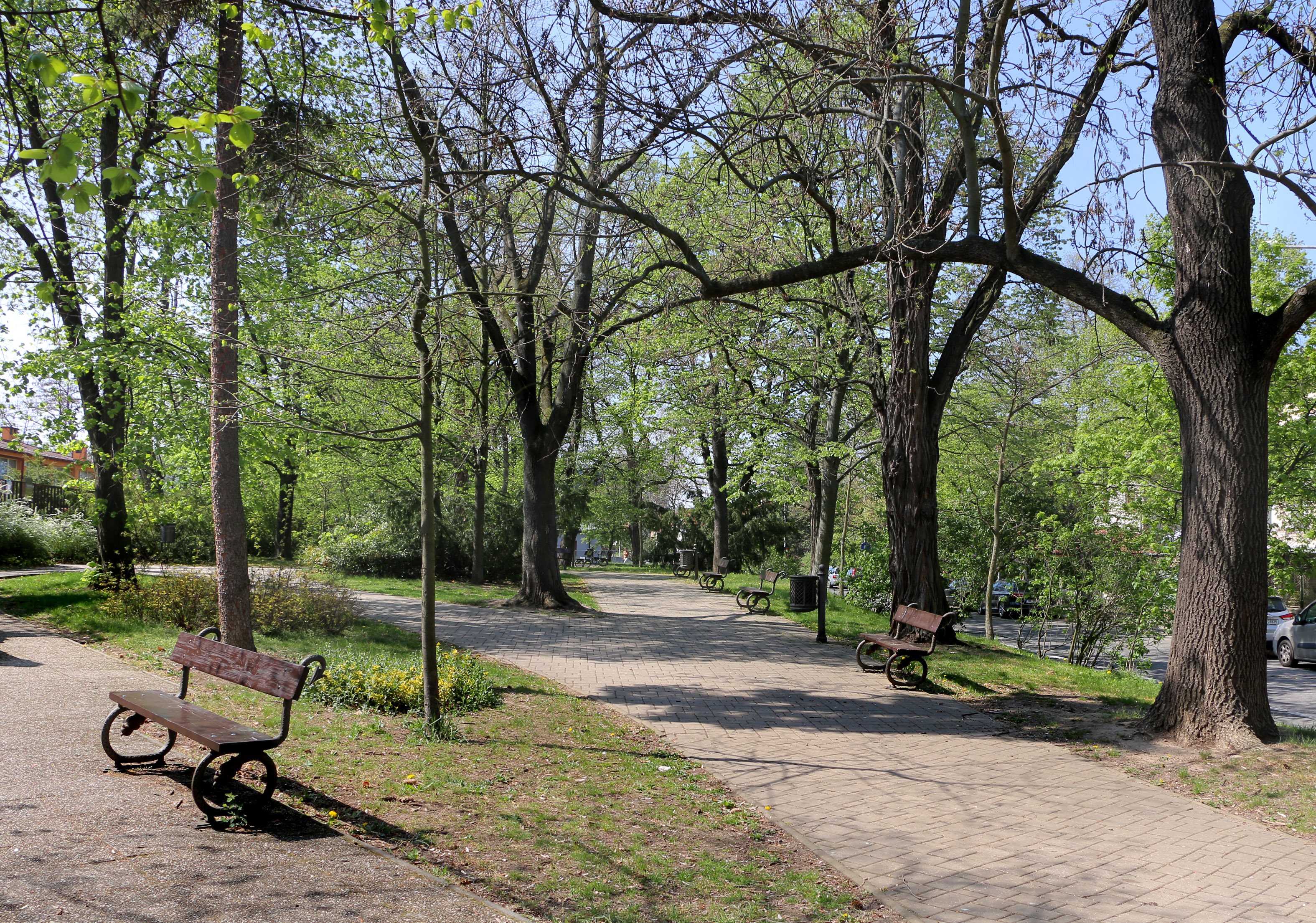
Alšovy sady (Tempo)
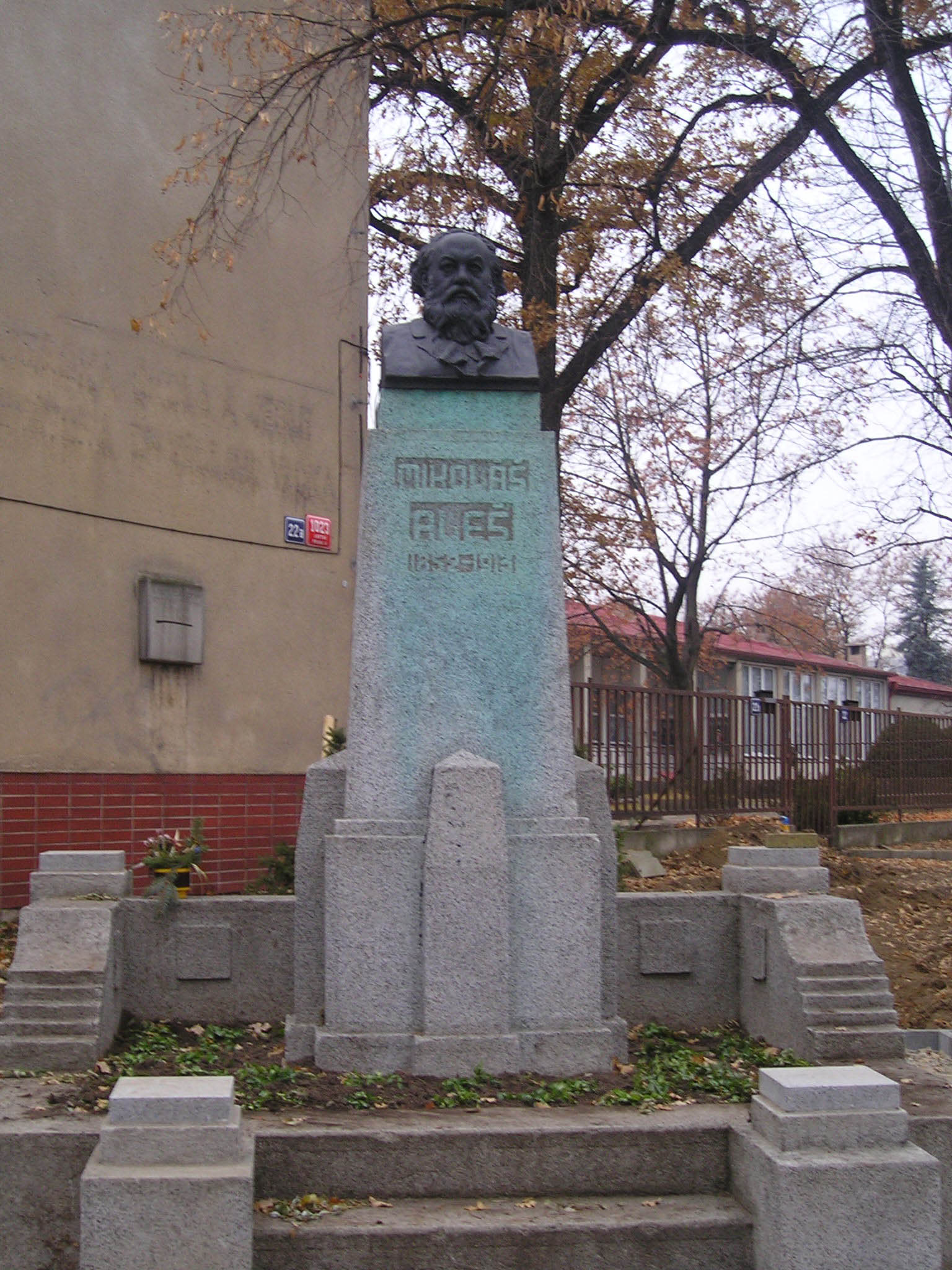
Pomník Mikoláše Alše od Josefa Rady (1914)
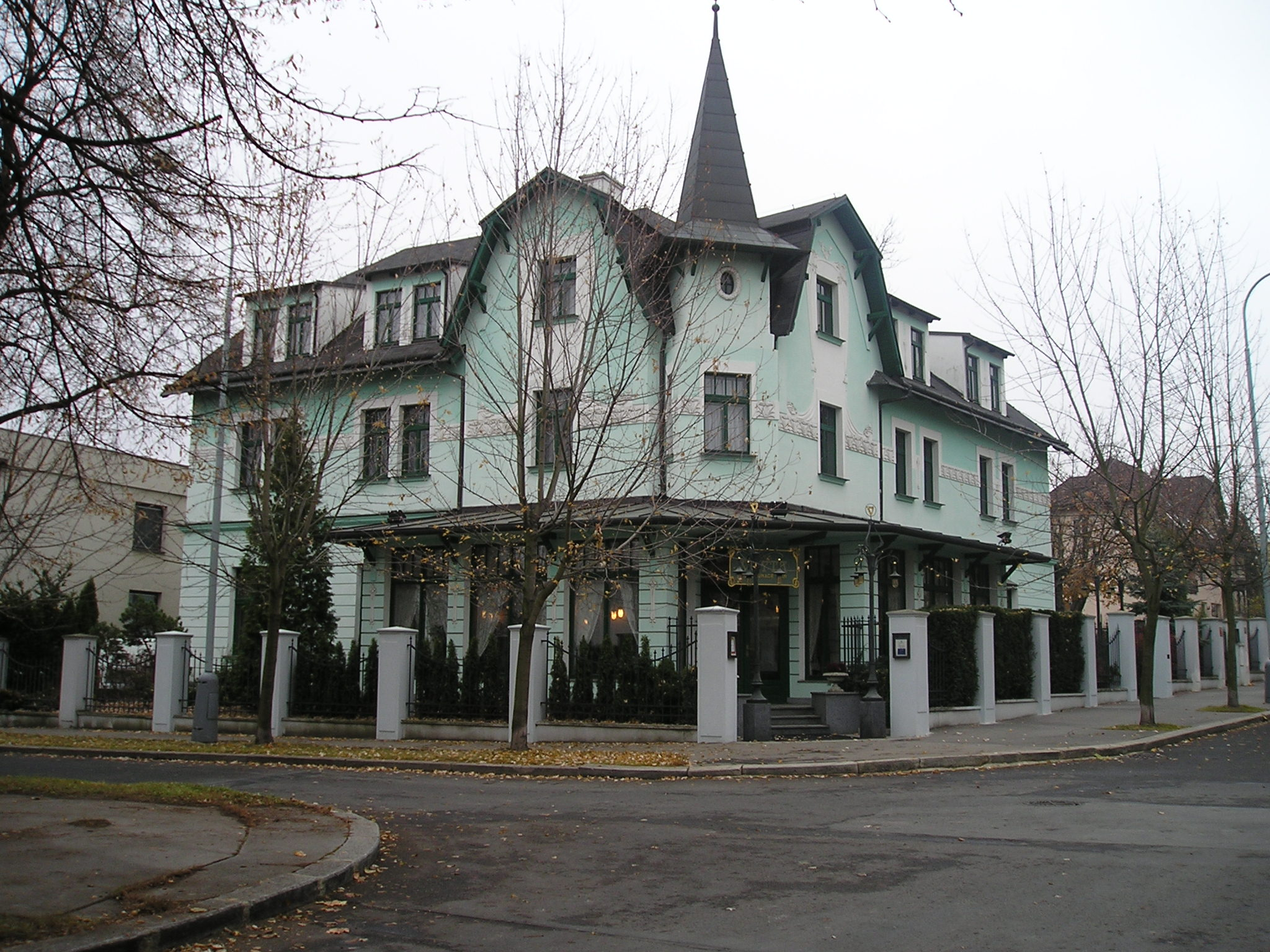
Hotel Villa Voyta u Alšových sadů v Praze-Lhotce (Tempo)
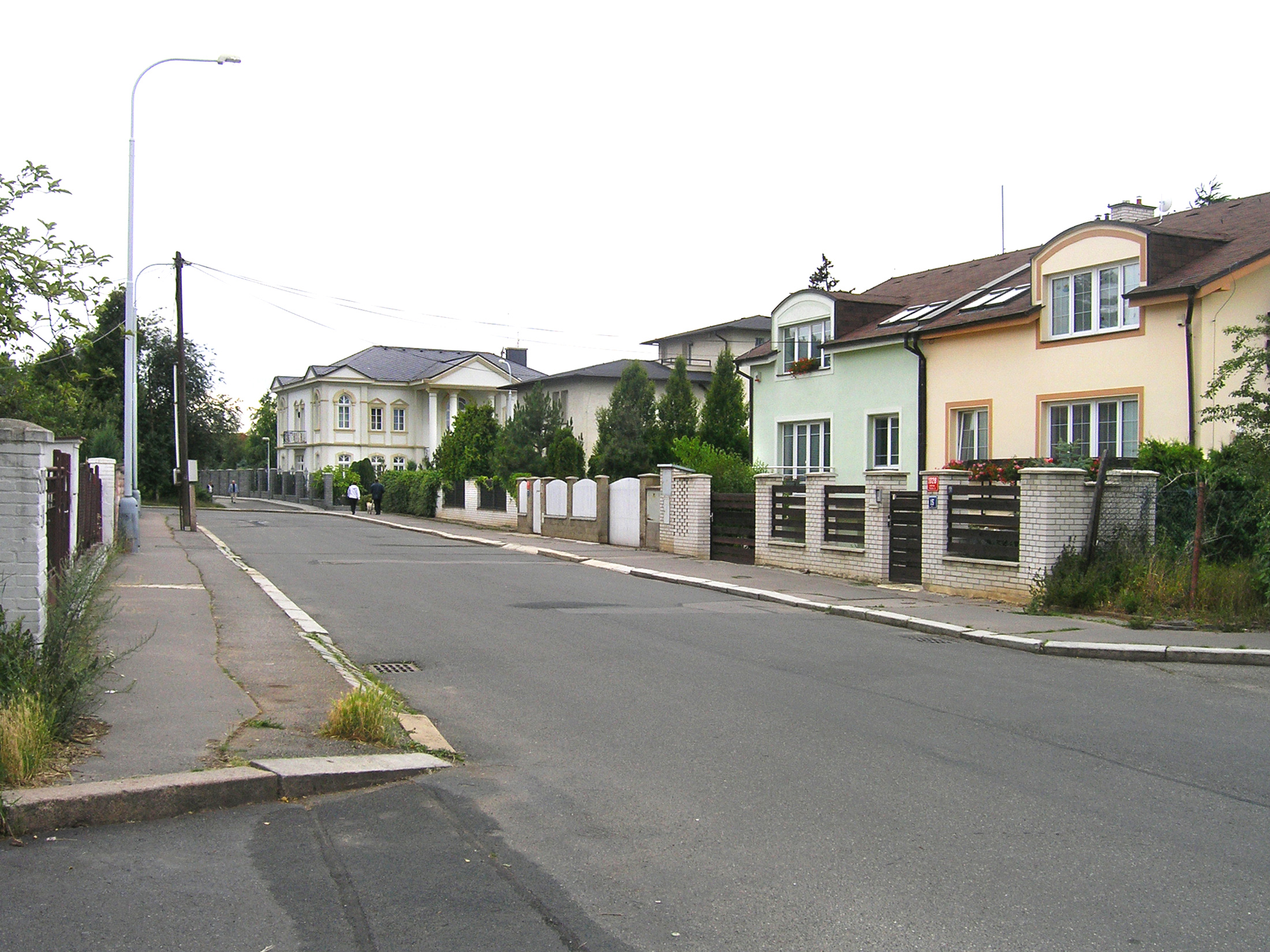
Ulice Na příčce - typická ulice na Lhotce
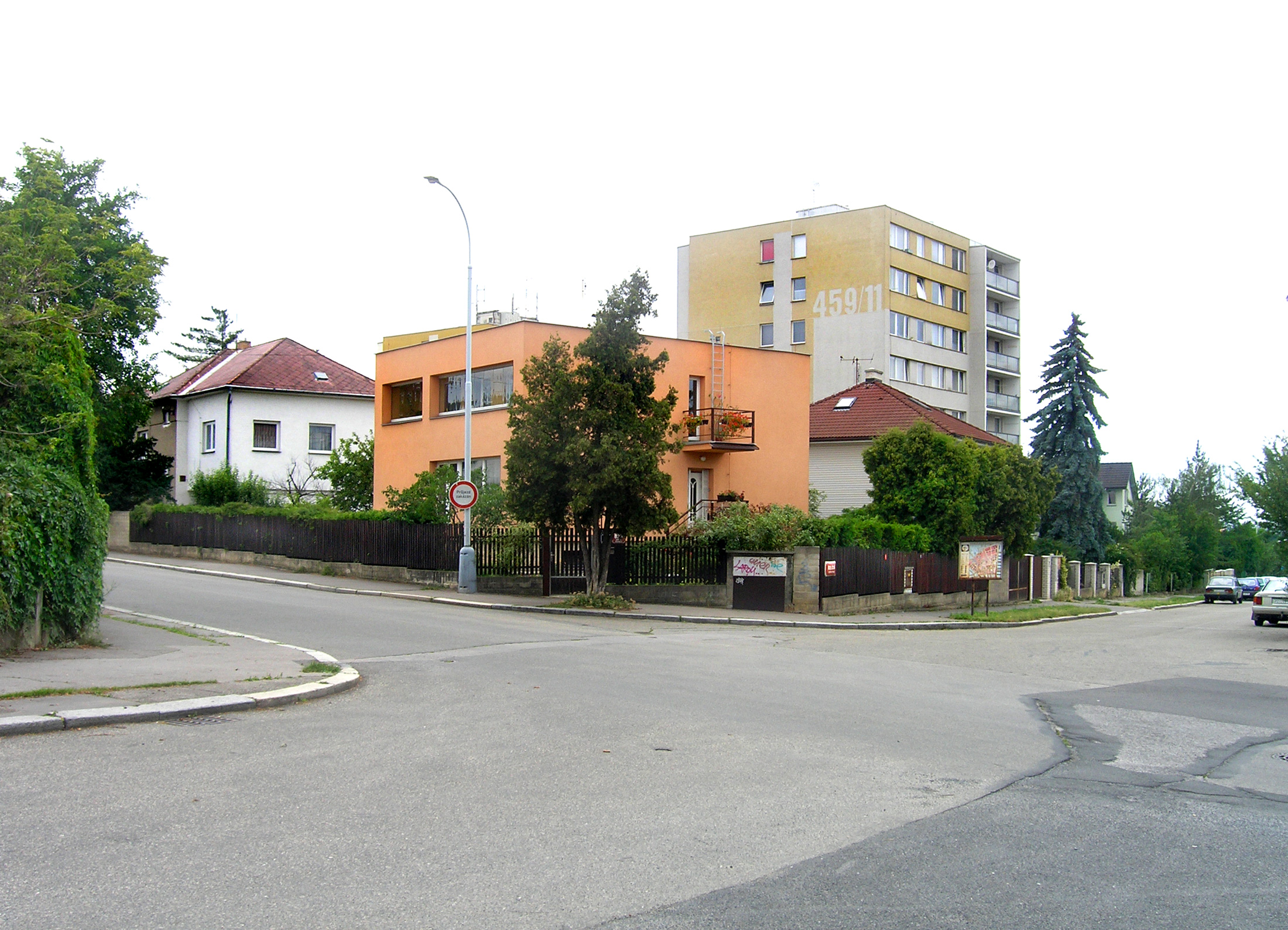
Ulice Sulická – Lhotka (Tempo)
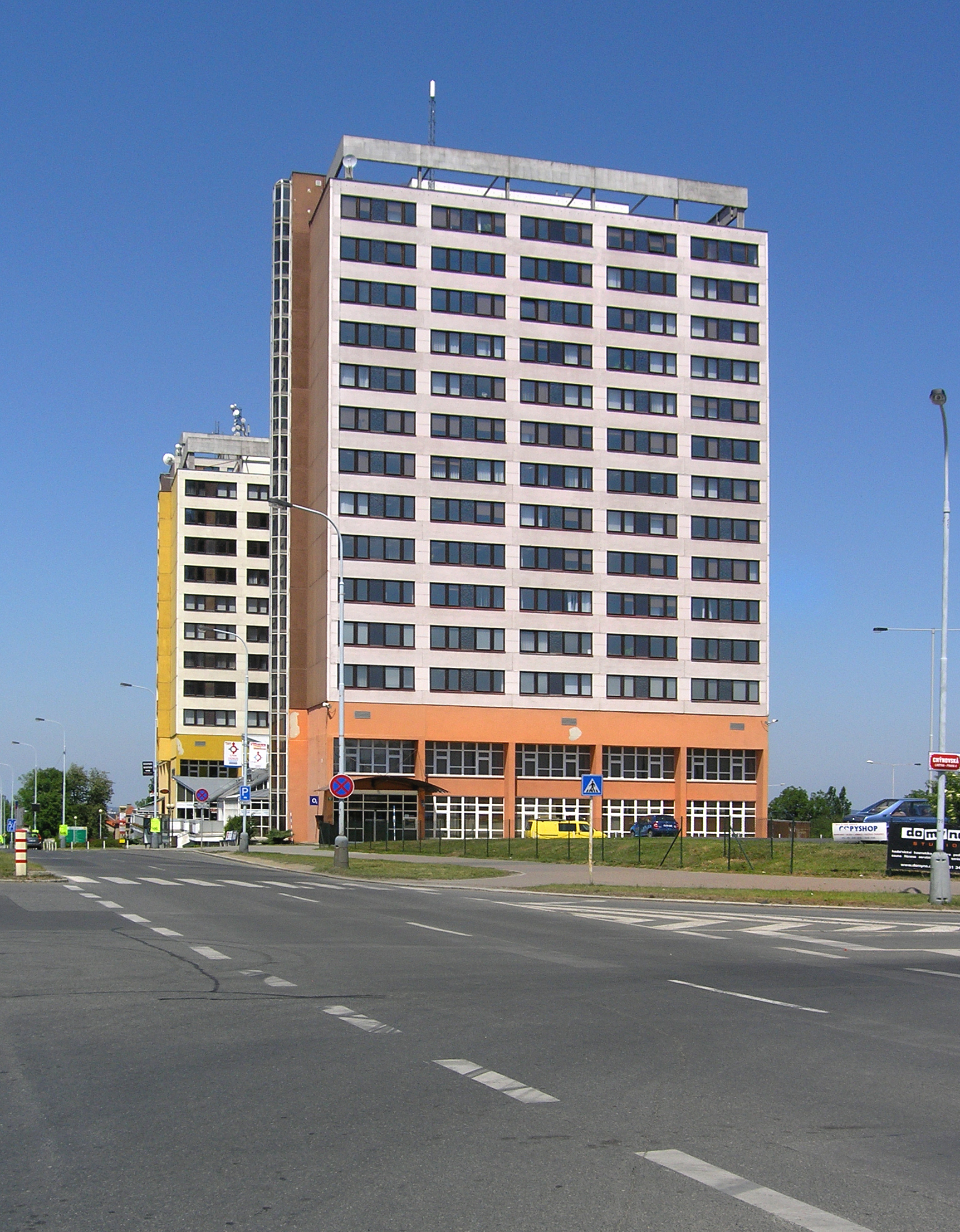
Budovy Eltodo
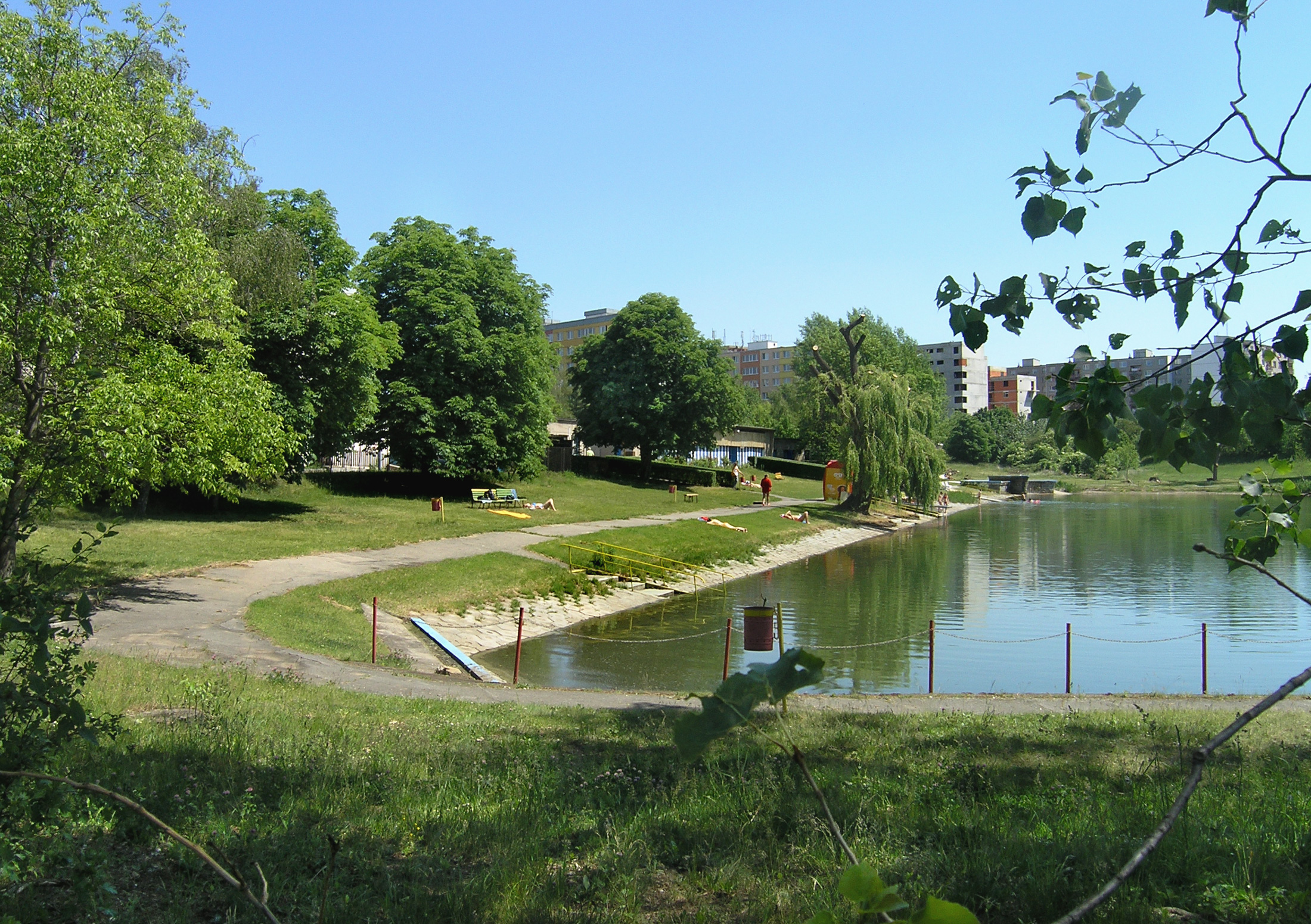
Koupaliště Lhotka
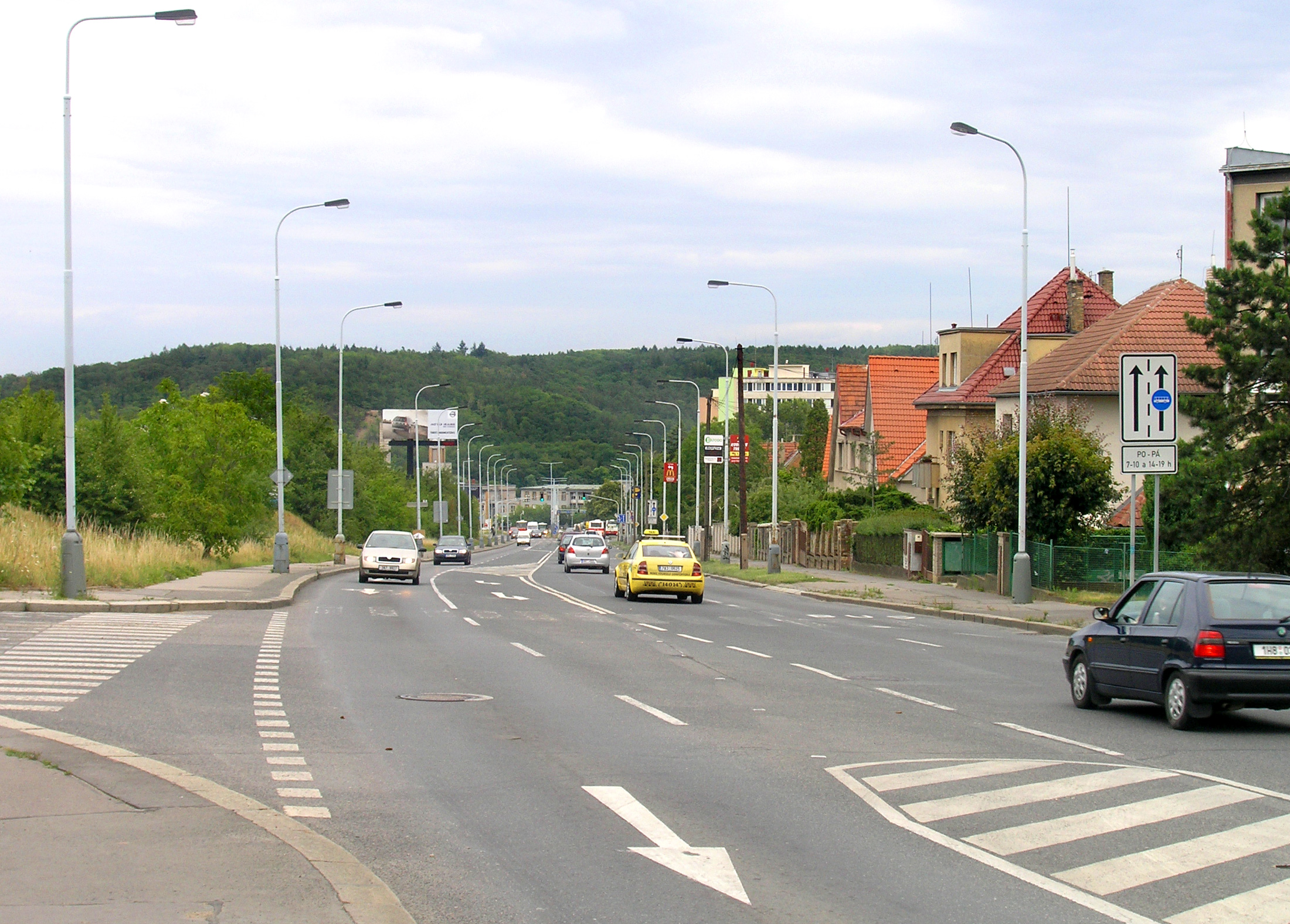
Ulice Zálesí u Krče